# Jestella
Genre
Jestella est un genre de collemboles de la famille des Isotomidae.

## Distribution
Les espèces de ce genre se rencontrent en Asie.

## Liste des espèces
Selon Checklist of the Collembola of the World (version du 5 septembre 2019) :
- Jestella armata Potapov, 2005
- Jestella siva Najt, 1978

## Publication originale
- Najt, 1978 : Un nouveau genre de collembole Isotomidae de Nepal: Jestella siva n.g. n. sp. Nouvelle Revue d'Entomologie, vol. 7, no 4, p. 363-375.